# التعليم الجديد

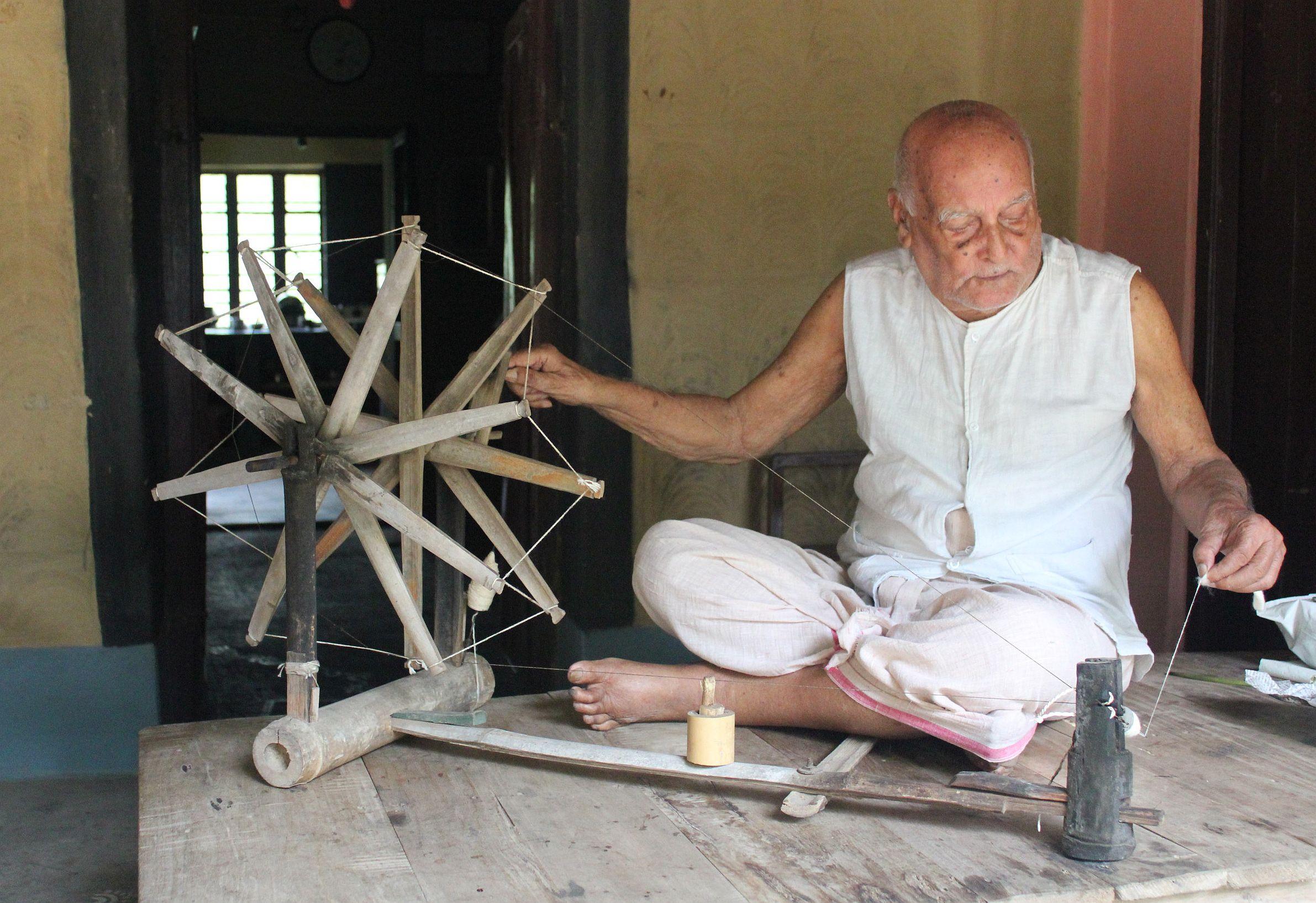

التعليم الجديد (بالهندية: नई तालीम، بالأردية: نئی تعلیم) هو المبدأ الروحي الذي ينص على أن المعرفة والعمل ليسا منفصلين، وكان مهاتما غاندي يدعو إلى التدريس على هذا المبدأ. وترتكز نظرية التعليم عند غاندي على التعلم مدى الحياة وعلى الطابع الاجتماعي للتعليم وعلى اعتبار التعليم نشاطا شاملا لجميع جوانب حياة الشخص.